# Penedono
Penedono é uma vila portuguesa localizada na sub-região do Douro, pertencendo à região do Norte e ao distrito de Viseu. Tem uma área urbana de 38,47 km2, 1.109 habitantes em 2021 e uma densidade populacional de 29 habitantes por km2. 
É sede do município de Penedono, tendo uma área total de 133,72 km2, 2.804 habitantes em 2023 e uma densidade populacional de 20 habitantes por km2, subdividido em 7 freguesias. O município é limitado a norte e noroeste pelo município de São João da Pesqueira, a leste por Vila Nova de Foz Côa e Mêda, a sul por Trancoso e a oeste por Sernancelhe.

## História
Erguendo-se a mais de 900 metros de altitude, o medievo Castelo de Penedono pentagonal, classificado como Monumento Nacional, data de cerca de 900.
A vila de Penedono foi berço de Álvaro Gonçalves Coutinho, o célebre Magriço, eternizado por Luís de Camões no poema épico "Os Lusíadas".
O sincelo, congelamento das gotas de água nos telhados das casas, é próprio de uma região habituada a geadas e orvalhos durante o rigoroso o Inverno. "O Sincelo" também é um grupo de cantares de Penedono.
Este é um concelho que vive essencialmente da castanha, a sua maior colheita anual, exportada para os Estados Unidos da América, entre outros mercados.

## Freguesias

Freguesias do município de Penedono.

O município de Penedono está dividido em 7 freguesias:
- Antas e Ourozinho
- Beselga
- Castainço
- Penedono e Granja
- Penela da Beira
- Póvoa de Penela
- Souto

#### Aldeias anexas
- Adobispo (Penedono)
- Arcas (Souto)
- Bebeses (Póvoa de Penela)
- Ferronha (Penedono)
- Mozinhos (Souto)
- Risca (Souto)
- Telhal (Ourozinho)
- Trancosã (Souto)

## Desporto
O Núcleo de Andebol de Penedono (NAP) é o clube de referência do concelho. Num país preferencialmente virado para o futebol, em Penedono desde 1998 que os jovens praticam o andebol, alcançando vitórias em diversos torneios (Campeão Regional de Viseu em 1999/00, 2003/04 e 2004/05; Vice-Campeão em 1998/99, 2001/02 e 2002/03) e participações honrosas em finais de campeonatos nacionais (5º Classificado em 2004/05 com o prémio de Melhor Guarda-Redes) em escalões juvenis, iniciados e juniores. Este ano, no escalão de iniciados, marca presença pela primeira vez na 1ª Divisão do Andebol, jogando com equipas de topo como FC Porto e ABC Braga.
O Grupo Motard de Penedono destina-se à organização anual da Concentração Motard onde apaixonados pelas duas rodas se reúnem. São cerca de três centenas os motards que se juntam no último fim de semana de Julho de cada ano, no local próprio destinado ao evento, em Penedono.

## Património
- Castelo de Penedono
- Dólmen da Capela de Nossa Senhora do Monte
- Pelourinho de Penedono
- Pelourinho do Souto

## Evolução da população do município
★ Os Recenseamentos Gerais da população portuguesa tiveram lugar a partir de 1864, regendo-se pelas orientações do Congresso Internacional de Estatística de Bruxelas de 1853. Encontram-se disponíveis para consulta no site do Instituto Nacional de Estatística (INE). 
(Obs.: Número de habitantes "residentes", ou seja, que tinham a residência oficial neste município à data em que os censos  se realizaram.)
| Número de habitantes por grupo etário | Número de habitantes por grupo etário | Número de habitantes por grupo etário | Número de habitantes por grupo etário | Número de habitantes por grupo etário | Número de habitantes por grupo etário | Número de habitantes por grupo etário | Número de habitantes por grupo etário | Número de habitantes por grupo etário | Número de habitantes por grupo etário | Número de habitantes por grupo etário | Número de habitantes por grupo etário | Número de habitantes por grupo etário |       |
| ------------------------------------- | ------------------------------------- | ------------------------------------- | ------------------------------------- | ------------------------------------- | ------------------------------------- | ------------------------------------- | ------------------------------------- | ------------------------------------- | ------------------------------------- | ------------------------------------- | ------------------------------------- | ------------------------------------- | ----- |
|                                       | 1900                                  | 1911                                  | 1920                                  | 1930                                  | 1940                                  | 1950                                  | 1960                                  | 1970                                  | 1981                                  | 1991                                  | 2001                                  | 2011                                  | 2021  |
| 0-14 Anos                             | 2 372                                 | 2 391                                 | 2 109                                 | 2 042                                 | 2 497                                 | 2 407                                 | 2 439                                 | 1 705                                 | 1 053                                 | 766                                   | 490                                   | 362                                   | 232   |
| 15-24 Anos                            | 1 178                                 | 1 169                                 | 1 066                                 | 1 054                                 | 992                                   | 1 230                                 | 1 034                                 | 675                                   | 820                                   | 540                                   | 492                                   | 292                                   | 268   |
| 25-64 Anos                            | 2 975                                 | 2 735                                 | 2 539                                 | 2 434                                 | 2 647                                 | 2 926                                 | 2 818                                 | 1 930                                 | 1 633                                 | 1 685                                 | 1 575                                 | 1 453                                 | 1 294 |
| = ou > 65 Anos                        | 308                                   | 376                                   | 419                                   | 330                                   | 427                                   | 508                                   | 501                                   | 490                                   | 683                                   | 740                                   | 888                                   | 845                                   | 944   |

(Obs: De 1900 a 1950 os dados referem-se à população "de facto", ou seja, que estava presente no município à data em que os censos se realizaram. Daí que se registem algumas diferenças relativamente à designada população residente)

## Imagens de Penedono

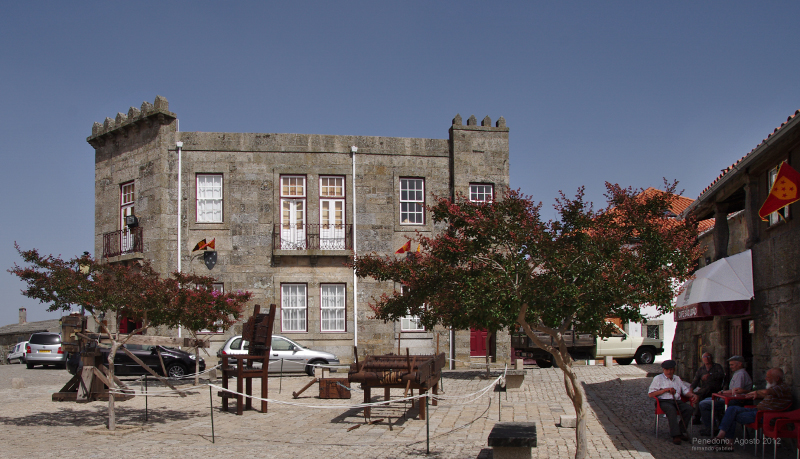
Vista do Hotel Rural
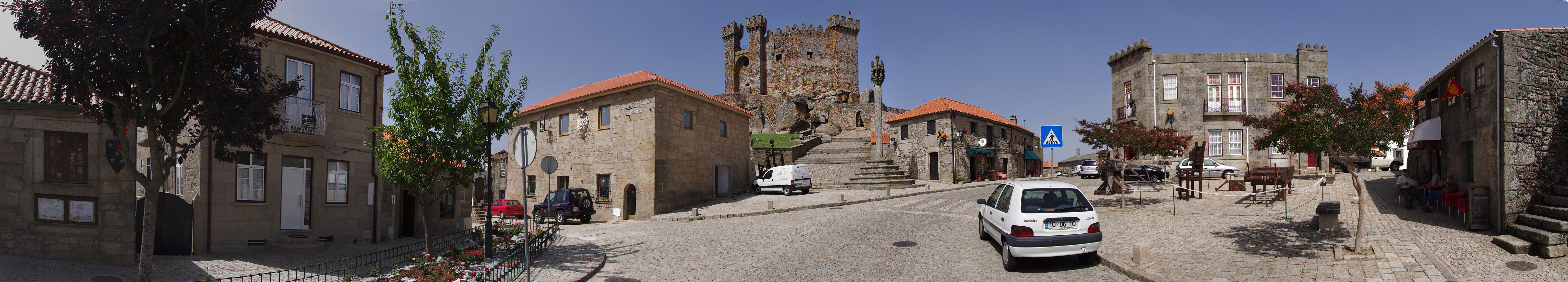
Fotografia panorâmica do Centro Histórico de Penedono
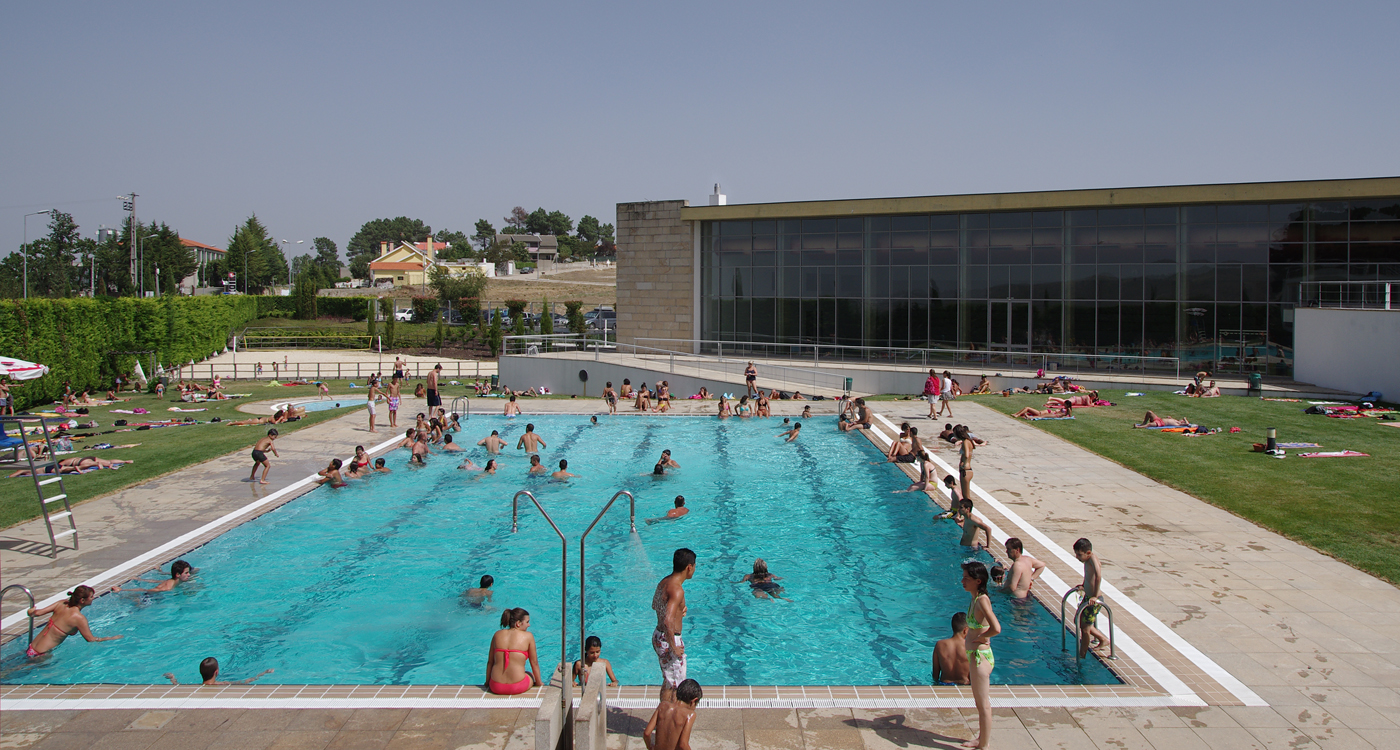
Piscinas de Penedono

## Política

### Eleições autárquicas[8]
| Data | %       | V       | %     | V     | %            | V            | %              | V  | %              | V      | %              | V   | %              | V  | Participação |                |
| Data | PPD/PSD | PPD/PSD | PS    | PS    | FEPU/APU/CDU | FEPU/APU/CDU | AD             | AD | CDS-PP         | CDS-PP | GCE            | GCE | BE             | BE | Participação |                |
| ---- | ------- | ------- | ----- | ----- | ------------ | ------------ | -------------- | -- | -------------- | ------ | -------------- | --- | -------------- | -- | ------------ | -------------- |
| Data | 1976    | 51,21   | 3     | 35,07 | 2            | 5,21         | -              |    |                |        |                |     |                |    |              | 65,28 / 100,00 |
| 1979 | AD      | AD      | 36,89 | 2     | 5,42         | -            | 53,65          | 3  | AD             | AD     | 75,63 / 100,00 |     |                |    |              |                |
| 1982 | AD      | AD      | 25,89 | 1     | 4,78         | -            | 63,24          | 4  | AD             | AD     | 72,88 / 100,00 |     |                |    |              |                |
| 1985 | 42,19   | 3       | 27,69 | 1     | 5,82         | -            |                |    | 18,68          | 1      | 66,12 / 100,00 |     |                |    |              |                |
| 1989 | 60,07   | 4       | 23,21 | 1     | 2,86         | -            | 8,45           | -  | 68,68 / 100,00 |        |                |     |                |    |              |                |
| 1993 | 58,21   | 4       | 26,12 | 1     | 9,65         | -            |                |    | 63,51 / 100,00 |        |                |     |                |    |              |                |
| 1997 | 48,05   | 3       | 22,98 | 1     | 24,93        | 1            | 67,08 / 100,00 |    |                |        |                |     |                |    |              |                |
| 2001 | 59,38   | 3       |       |       | 1,44         | -            | 1,66           | -  | 33,58          | 2      | 69,24 / 100,00 |     |                |    |              |                |
| 2005 | 60,45   | 3       | 1,79  | -     |              |              | 32,45          | 2  | 68,74 / 100,00 |        |                |     |                |    |              |                |
| 2009 | 46,71   | 3       | 32,48 | 2     | 0,89         | -            | 11,10          | -  |                |        | 5,64           | -   | 60,95 / 100,00 |    |              |                |
| 2013 | 59,18   | 3       | 30,69 | 2     | 1,20         | -            | 3,54           | -  |                |        | 58,08 / 100,00 |     |                |    |              |                |
| 2017 | 55,24   | 3       | 36,17 | 2     | 1,62         | -            |                |    | 60,29 / 100,00 |        |                |     |                |    |              |                |
| 2021 | 48,26   | 3       | 33,32 | 2     | 0,77         | -            | 13,92          | -  | 66,89 / 100,00 |        |                |     |                |    |              |                |

### Eleições legislativas
| Data | %     | %     | %     | %     | %     | %     | %        | %     | %    | %    | %     | %   | %       | % | %  | %  |  |
| Data | PSD   | CDS   | PS    | PCP   | UDP   | AD    | APU/ CDU | FRS   | PRD  | PSN  | BE    | PAN | PSD CDS | L | IL | CH |  |
| ---- | ----- | ----- | ----- | ----- | ----- | ----- | -------- | ----- | ---- | ---- | ----- | --- | ------- | - | -- | -- |  |
| Data | 1976  | 28,55 | 27,75 | 23,01 | 3,41  | 0,85  |          |       |      |      |       |     |         |   |    |    |  |
| 1979 | AD    | AD    | 25,27 | APU   | 1,02  | 56,21 | 6,79     |       |      |      |       |     |         |   |    |    |  |
| 1980 | AD    | AD    | FRS   | APU   | 0,84  | 62,44 | 5,44     | 22,46 |      |      |       |     |         |   |    |    |  |
| 1983 | 37,51 | 17,75 | 28,22 | APU   | 0,64  |       | 5,65     |       |      |      |       |     |         |   |    |    |  |
| 1985 | 38,00 | 15,17 | 18,26 | APU   | 1,08  | 5,84  | 12,57    |       |      |      |       |     |         |   |    |    |  |
| 1987 | 59,11 | 5,52  | 17,39 | CDU   | 0,78  | 3,78  | 5,28     |       |      |      |       |     |         |   |    |    |  |
| 1991 | 61,91 | 5,16  | 22,81 | CDU   |       | 2,95  | 0,32     | 1,32  |      |      |       |     |         |   |    |    |  |
| 1995 | 46,47 | 7,33  | 36,33 | CDU   | 0,50  | 3,09  |          | 0,44  |      |      |       |     |         |   |    |    |  |
| 1999 | 46,01 | 6,80  | 39,27 | CDU   |       | 2,75  | 0,51     | 0,79  |      |      |       |     |         |   |    |    |  |
| 2002 | 54,01 | 7,26  | 31,01 | CDU   | 2,09  |       | 1,80     |       |      |      |       |     |         |   |    |    |  |
| 2005 | 41,09 | 5,83  | 40,93 | CDU   | 3,71  | 3,16  |          |       |      |      |       |     |         |   |    |    |  |
| 2009 | 34,76 | 13,32 | 33,47 | CDU   | 3,61  | 8,92  |          |       |      |      |       |     |         |   |    |    |  |
| 2011 | 47,86 | 9,63  | 28,72 | CDU   | 3,02  | 2,71  | 0,63     |       |      |      |       |     |         |   |    |    |  |
| 2015 | CDS   | PSD   | 31,69 | CDU   | 3,72  | 6,11  | 0,56     | 48,70 | 0,35 |      |       |     |         |   |    |    |  |
| 2019 | 40,96 | 5,39  | 34,61 | CDU   | 1,85  | 6,49  | 1,55     |       | 0,30 | 0,30 | 0,22  |     |         |   |    |    |  |
| 2022 | 39,19 | 1,80  | 40,63 | CDU   | 1,01  | 1,66  | 0,58     | 0,72  | 1,80 | 9,37 |       |     |         |   |    |    |  |
| 2024 | AD    | AD    | 26,08 | CDU   | 37,55 | 1,63  | 1,83     | 0,72  | 1,30 | 2,02 | 21,45 |     |         |   |    |    |  |